# LOGGS

Мережа LOGGS (червоним) на мапі

LOGGS (Lincolnshire Offshore Gas Gathering System) – система збору газу з родовищ британського сектору Північного моря та поставки її у газотранспортну мережу Великої Британії.
Завдяки розташуванню родовищ на відносно невеликій відстані (до 200 км) від Theddlethorpe, де розмістили береговий приймальний термінал, родовища з`єднано з останнім не однією, а кількома лініями:
1. Власне газопровід LOGGS, який має діаметр 900 мм та довжину 119 км, споруджений компанією ConocoPhillips для розробки своїх родовищ у 1988 році. Прокладений від газового хабу, створеного в районі так званих родовищ V-групи – Vulcan, Valiant, Vanguard – первинні видобувні запаси яких оцінювались у 48 млрд.м3 газу. Також через цей хаб в подальшому були підключені інші газові та нафтові родовища, включаючи ті, ліцензія на розробку яких належала іншим компаніям. Так, були прокладені лінії до: Vampyre (до системи через цю платформу в свою чергу мають Valkyrie і Viscount), Англія, Кліппер-Соуз, Ганімед (а через цю платформу також Європа, Каллісто, NW Bell), Audrey (також Аннабель та Ensign), Сатурн (плюс Мімас і Тетіс) і Енн (куди виведено перемичку від Alison);
2. Газопровід діаметром 700 мм та довжиною 138 км до платформи Viking AR, на яку також виведено лінії з родовищ Victor та Vixen. Можна відзначити, що саме Viking станом на 2016 рік виявилось найбільшим родовищем, яке використовує систему LOGGS – його запаси складають біля 100 млрд.м3, що є п`ятим показником серед родовищ Великої Британії;
3. Трубопровід діаметром 650 мм та довжиною 188 км до платформи Murdoch MD. Через неї провадиться видача газу із родовищ Murdoch та Caister, запаси яких складали 17 млрд.м3, а також з Boulton, Katy, Kelvin, McAdam, Munro, Watt, Cavendish, Hawksley, Hunter, Ketch, Rita, Schooner та Topaz;
4. Газопровід діаметром 600 мм та довжиною 66 км до платформи Pickerill A, встановленої на однойменному родовищі із запасами біля 14 млрд.м3.
У 2016 році компанія ConocoPhillips заявила, що у зв`язку із вичерпанням запасів та початком демобілізації належних їй родовищ вона збирається за кілька років закрити систему LOGGS. Враховуючи, що остання наразі обслуговує переважно потреби інших компаній, ConocoPhillips запропонувала почати переговори відносно можливості подальшого використання системи та відшкодування витрат на її утримання.